# Just Like a Woman
«Just Like a Woman» (en español: «Como una mujer») es una canción compuesta por el cantante estadounidense Bob Dylan, incluida en el álbum Blonde on Blonde, editado el 16 de mayo de 1966. Se dice que la canción fue escrita por Dylan para la musa de Andy Warhol, Edie Sedgwick.

## Versiones
Nina Simone, Joe Cocker, Van Morrison, Jeff Buckley, Manfred Mann, Rod Stewart, Stevie Nicks, Richie Havens, y Andrew McMahon, Charlotte Gainsbourg, entre otros, han grabado versiones de esta canción.